# Zasadnicza szkoła zawodowa
Trwa dyskusja nad usunięciem tego artykułu, kliknij i weź w niej udział.

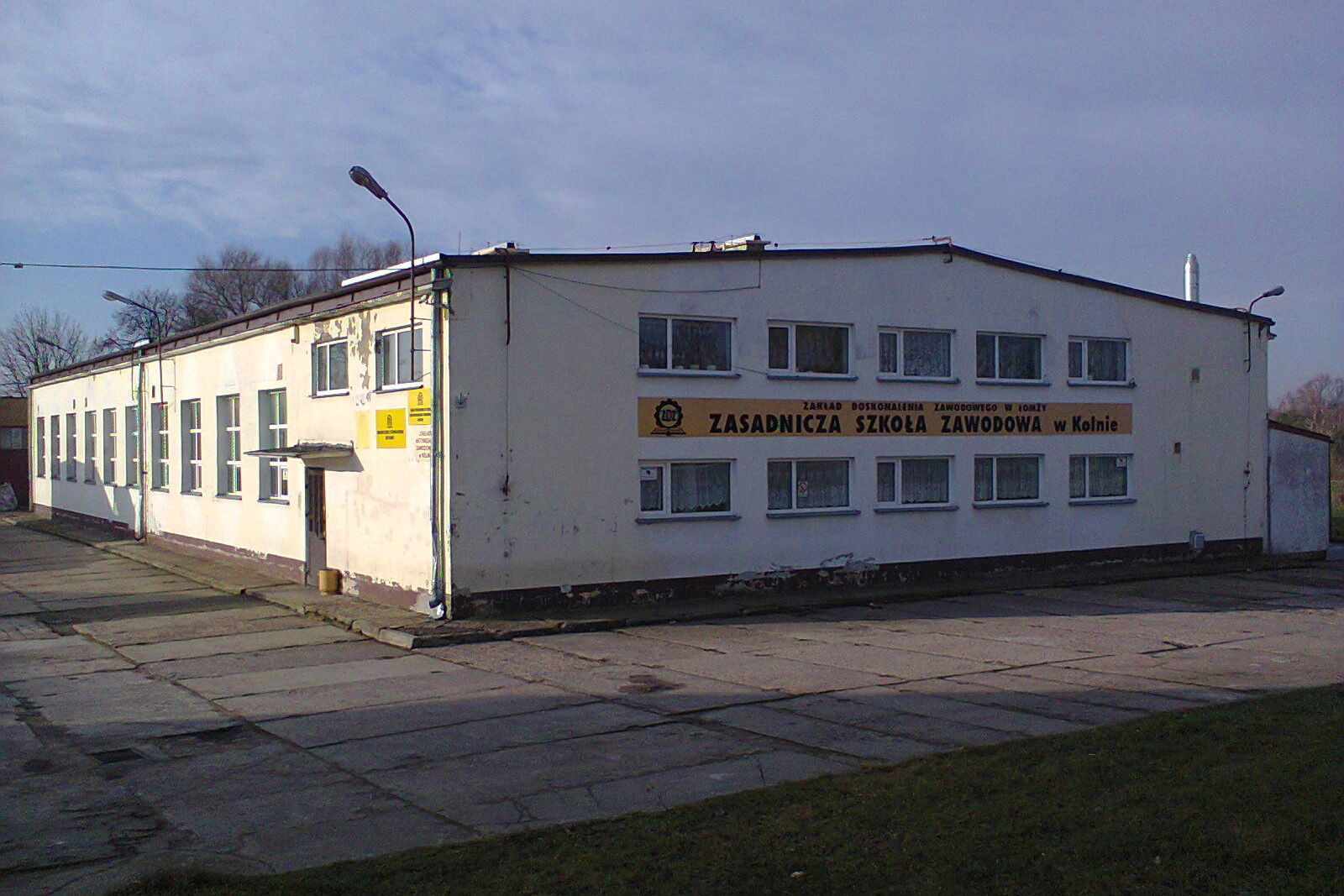
Zasadnicza Szkoła Zawodowa w Kolnie (2017)

Zasadnicza szkoła zawodowa (w skrócie ZSZ) – szkoła umożliwiająca zdobycie kwalifikacji zawodowych, kształcąca rzemieślników, robotników kwalifikowanych, jak też rolników.
Wykształcenie absolwentów szkół zasadniczych przygotowywało głównie do zajęć związanych z techniką, przemysłem i budownictwem.

## Historia
Uchwałą Prezydium Rządu z 23 czerwca 1951 r. wprowadzono nowy ustrój szkolnictwa zawodowego, na który składały się m.in. zasadnicze szkoły zawodowe o dwu- a później trzyletnim cyklu nauczania, przygotowujące wykwalifikowanych robotników, przeznaczone dla absolwentów siedmioletniej szkoły podstawowej.
W szkołach zasadniczych realizowano elementarny cykl kształcenia ogólnego, teoretyczne kształcenie zawodowe i praktyczną naukę zawodu, która odbywała się głównie w zakładach przemysłu ciężkiego.
Szkoła ta, zachowując swoją pierwotną nazwę, przetrwała do 2016 r., chociaż była wielokrotnie reformowana.

### Zasadnicza szkoła zawodowa (do 2019)
Podstawa programowa dla kształcenia ogólnego w tego typu szkole określało Rozporządzenie Ministra Edukacji Narodowej z dnia 27 sierpnia 2012 r. w sprawie podstawy programowej wychowania przedszkolnego oraz kształcenia ogólnego w poszczególnych typach szkół z późniejszymi zmianami (Dz.U. z 2012 r. poz. 977). Kształcenie zawodowe odbywało się na poziomie robotniczym bądź czeladniczym, w zależności od organu prowadzącego szkołę. Ukończenie zasadniczej szkoły zawodowej było potwierdzane świadectwem jej ukończenia. Absolwent ZSZ uzyskiwał jedynie świadectwo potwierdzające posiadanie wykształcenia ogólnego na poziomie zasadniczym.
Kwalifikacje zawodowe można było uzyskać poprzez zdanie egzaminu, przeprowadzanego przez Okręgowe Komisje Egzaminacyjne. Można też było zdać egzamin czeladniczy, organizowany przez cechy rzemieślnicze. Po ukończeniu zasadniczej szkoły zawodowej naukę można było kontynuować w trzyletnim liceum ogólnokształcącym dla dorosłych, rozpoczynając naukę od razu od klasy drugiej.
Aby uzyskać dyplom technika, absolwent ZSZ musiał uzyskać wykształcenie średnie oraz zdać egzaminy potwierdzające wszystkie kwalifikacje wyodrębnione w danym zawodzie. Zasadnicze szkoły zawodowe zostały na podstawie reformy systemu oświaty z 2017 roku zlikwidowane z dniem 31 sierpnia 2019 roku. W ich miejsce powstały szkoły branżowe I stopnia.

## Branżowa szkoła I i II stopnia (od 2019)
W wyniku zlikwidowania zasadniczych szkół zawodowych powstały dwustopniowe szkoły branżowe, działające na bardzo podobnej zasadzie co ZSZ, trwające pięć lat (kolejno trzy i dwa lata). Nowa struktura klasyfikacji zawodów szkolnictwa branżowego uwzględnia przyporządkowanie poszczególnych zawodów do jednej z 32 branż, uwzględniając specyfikę umiejętności zawodowych lub zakres, w jakim umiejętności te są wykorzystywane podczas wykonywania zadań zawodowych.

### Branżowa szkoła I stopnia
1 września 2019 roku zainicjowano działalność szkół branżowych I stopnia w Polsce. Aby rozpocząć naukę, potrzebne jest świadectwo ukończenia ośmioletniej szkoły podstawowej. Proces edukacji trwa 3 lata i zakończone jest egzaminami. Wykształcenie, po ukończeniu nauki, określane jest jako zasadnicze branżowe, a absolwent uzyskuje dyplom potwierdzający kwalifikacje zawodowe. Tak jak dawniej, naukę można kontynuować szkole branżowej II stopnia, w trzyletnim liceum ogólnokształcącym dla dorosłych, bądź ją na tym etapie zakończyć.

### Branżowa szkoła II stopnia
1 września 2020 roku rozpoczęto kształcenie w branżowych szkołach II stopnia. Do takiej szkoły może przystąpić każdy absolwent szkoły branżowej I stopnia, wybierając naukę w formie dziennej, stacjonarnej lub zaocznej. Proces edukacji prowadzony jest tam w ramach kwalifikacyjnego kursu zawodowego, a absolwent wraz z ukończeniem szkoły i wymaganych egzaminów, uzyskuje wykształcenie średnie branżowe oraz dyplom zawodowy w stopniu technika. Ukończenie szkoły II stopnia pozwala także zdać egzamin maturalny, po którego zdaniu można udać się do szkoły wyższej.